# Boca-de-sapo-filipino
Boca-de-sapo-filipino  (Batrachostomus septimus) é uma espécie de ave da família Podargidae. É endêmico das Filipinas.